# منظمة التحالف العالمي للأراضي الجافة
التحالف العالمي للأراضي الجافة (بالإنجليزية: Global Dryland Alliance)‏ هي مبادرة تعاونية بين عدد من الدول الأعضاء والشركاء يتعهدون بالعمل لضمان الأمن الغذائي للدول ذات الأراضي الجافة، حيث تشكل الأراضي الجافة حوالي 40% من مساحة الكرة الأرضية ويسكنها ما يقارب 3 مليارات نسمة، يعتمد ثلثهم مباشرةً على الزراعة لتأمين معيشتهم، التحالف العالمي للأراضي الجافة هو منظمة دولية تضم الدول ذات الأراضي الجافة بهدف تحقيق الأمن الغذائي من خلال تبادل المعرفة وأفضل الممارسات، والمساعدة في تطوير قدرات الدول للوقاية من الأزمات الغذائية، وتبادل المساعدات في أوقات الشدة أي خلال الكوارث الطبيعية أو تلك التي من صنع الإنسان.

## المقر والرئيس
يقع مقر المنظمة في الدوحة-قطر، ويترأس المنظمة المدير التنفيذي السفير: بدر بن عمر الدفع

## التأسيس
تم تأسيس منظمة التحالف العالمي للأراضي الجافة في مايو عام 2015م ويعود الفضل في تأسيسها إلى أمير قطر الشيخ تميم بن حمد آل ثاني الذي طرح المبادرة في خطاب ألقاه أمام الجمعية العامة للأمم المتحدة في دورتها الـ68 في سبتمبر/أيلول 2014، حيث تم عرض مسودة المعاهدة التأسيسية للتحالف على الدول الداعمة للمبادرة خلال المؤتمر الوزاري الذي احتضنته مدينة مراكش المغربية في نهاية مايو/أيار 2015، وتمّت مراجعتها من طرف الدول المشاركة، وعقدت المنظمة مؤتمرها التأسيسي يوم 15 أكتوبر/تشرين الأول 2017 في فندق شيراتون الدوحة بالعاصمة القطرية، حيث وقّع ممثلو 25 دولة من الشرق الأوسط وشمال أفريقيا وأفريقيا وآسيا والأميركتين على المعاهدة التأسيسية.

## الأهداف
تهدف المنظمة إلى تحقيق مجموعة من الأهداف المتصلة بالأمن الغذائي، من بينها: 
- معالجة جذور أزمة الأمن الغذائي العالمي، خاصة في المناطق الجافة وشبه الجافة
- استحداث آليات مبتكرة لتحقيق الأمن الغذائي بما يسهم في تحقيق الأمن والسلم العالميين، خاصة في الدول التي تعاني شحا في الموارد المائية وتداعيات الجفاف والتصحر.
- العمل على جعل هذا التحالف منظمة دولية مختصة في ضمان الأمن الغذائي لأكثر من ثلاثة مليارات شخص يعيشون في الأراضي الجافة المنتشرة في أكثر من خمسين دولة حول العالم.
- التنسيق مع القطاع الخاص لتطبيق ونشر الحلول المبتكرة المتعلقة بالأمن الغذائي.
- الاشتراك في الابتكارات التكنولوجية والبحثية الجديدة المرتبطة باحتياجات الدول الأعضاء في التحالف في مجال استخدام الطاقة والمياه والزراعة.
- تأمين الصحة الجيدة والرفاه وتوفير المياه والطاقة النظيفة بأسعار معقولة.
- مكافحة الآثار السلبية للتغير المناخي.

وبحسب رئيس الوزراء القطري، فسيكون لدى منظمة التحالف العالمي للأراضي الجافة برنامج وأهداف ستكمل ما تقوم به المنظمات التابعة للأمم المتحدة.

## الأهمية
تكتسب المبادرة أهمية كبرى في ظلّ الزيادة المتصاعدة في عدد سكان العالم الذي سيصل إلى تسعة مليارات إنسان بحلول عام 2050، وفي ظل ارتفاع درجات الحرارة في الكرة الأرضية بشكل متواصل، وكذلك استمرار ظاهرة التغير المُناخي؛ وهو ما يزيد من صعوبة تلبية الاحتياجات الغذائيّة المطلوبة،
وبحلول عام 2030، سيكون 50% من الكرة الأرضية في مناطق تعيش ندرة كبيرة في المياه، وستكون نسبة تراجع إنتاج المواد الغذائية في العالم كله 12%، كما ستشهد أسعار الغذاء ارتفاعا بنحو 30%. ولذلك فإن أبرز التحديات أمام هذه المنظمة هي إيجاد وسائل وطرق مبتكرة لتحقيق الأمن الغذائي خاصة في المناطق الجافة(المتصحرة).

## وصلات خارجية
- اخر اخبار وانجازات التحالف.
- الموقع الرسمي للتحالف.